# Milton Rosmer
Milton Rosmer (4 de noviembre de 1881 – 7 de diciembre de 1971) fue un actor, director y guionista cinematográfico de nacionalidad británica. 

## Biografía
Nacido en Southport, Inglaterra, su verdadero nombre era Arthur Milton Lunt.  Rosmer comenzó su carrera teatral en 1899 trabajando para la Compañía Shakespeare de Osmond Tearle, con la cual viajó en gira por el Reino Unido. Entre sus papeles shakespearianos figuran los de Romeo, Oberon, Marco Antonio y Orlando. A partir de 1903, Rosmer trabajó en Londres, siendo actor y director teatral en el Teatro Everyman.  Además, durante un tiempo fue también director del Festival de Shakespeare en Stratford-upon-Avon, y fue invitado a trabajar en producciones teatrales en los Estados Unidos y Canadá. Entre sus últimos trabajos teatrales, figuran la obra representada en 1927 Twelve Miles Out y la llevada a escena en 1939 Gaslight. 
Su debut en el cine llegó en 1915 con The Mystery of a Hansom Cab. En la década de 1920 fue un conocido actor de cine mudo, con películas de temática criminal, y adaptaciones de obras literarias y de teatro. Sin embargo, a partir de 1926 dedicó la mayor parte de su tiempo a la dirección, trabajando a menudo en colaboración con otro realizador. Así, en 1930 rodó una adaptación a la pantalla del Caso Dreyfus, en 1934 dirigió una versión de la obra de Erich Kästner Emilio y los detectives, y en 1937 adaptó la película de Luis Trenker Der Berg ruft, que tuvo el título The Challenge.
A partir de 1938, Rosmer volvió a centrarse en la interpretación, dedicando los siguientes diez años a trabajar como actor de reparto. Finalizada su trayectoria en el cine, siguió actuando para la pequeña pantalla hasta 1956, además de retomar la actividad teatral, participando en 1953 en el estreno de la pieza de Agatha Christie  Testigo de cargo. 
Milton Rosmer falleció en Chesham, Inglaterra, en 1971.

## Selección de su filmografía

### Actor
- The Mystery of a Hansom Cab (1915)
- Whoso Is Without Sin (1916)
- Still Waters Run Deep (1916)
- Cynthia in the Wilderness (1916)
- Lady Windermere's Fan (1916)
- The Man Without a Soul (1916)
- The Greater Need (1916)
- Little Women (1917)
- The Chinese Puzzle (1919)
- The Odds Against Her (1919)
- The Golden Web (1920)
- With All Her Heart (1920)
- Colonel Newcome (1920)
- Torn Sails (1920)
- With All Her Heart (1920)
- The Twelve Pound Look (1920)
- Wuthering Heights (1920)
- Demos (1921)
- The Diamond Necklace (1921)
- The Will (1921)
- General John Regan (1921)
- Belphegor the Mountebank (1921)
- A Romance of Wastdale (1921)
- The Amazing Partnership (1921)
- A Woman of No Importance (1921)
- The Pointing Finger (1922)
- David Garrick (1922)
- A Gamble with Hearts (1923)
- The Passionate Friends (1923)
- La donna e l'uomo (1923)
- Shadow of Egypt (1924)
- High Treason (1929)
- The W Plan (1930)
- Channel Crossing (1933)
- Grand Prix (1934)
- The Phantom Light (1935)
- South Riding (1938)
- Let's Be Famous (1939)
- Adiós, Mr. Chips (1939)
- The Lion Has Wings (1940)
- Las estrellas miran hacia abajo (1940)
- Return to Yesterday (1940)
- Atlantic Ferry (1941)
- Frieda (1947)
- The End of the River (1947)
- Fame Is the Spur (1947)
- Who Killed Van Loon? (1948)
- Daybreak (1948)
- The Monkey's Paw (1948)
- The Small Back Room (1949)
- John Wesley (1954)

### Director
- The Perfect Lady (1931)
- P.C. Josser (1931)
- Many Waters (1931)
- After the Ball (1932)
- Channel Crossing (1933)
- What Happened to Harkness? (1934)
- Emil and the Detectives (1935)
- Everything Is Thunder (1936)
- The Great Barrier (1937)
- The Challenge (1938)

### Guionista
- Balaclava (1928)